# Sari Multala
Sari Susanna Multala, née le 5 juillet 1978 à Helsinki, est une navigatrice championne du monde de voile de compétition et une femme politique finlandaise.

## Biographie
Sari Multala habite à Kuninkaanmäki à Vantaa.
Sari Multala est titulaire d'une maîtrise en économie de l'école supérieure de commerce de l'université Aalto.
En 1995, elle obtient une qualification professionnelle d'entraîneur de l'intitut sportif de Kuortanene (fi).
Elle est skippeuse de compétition de 1997 à 2012 et entraîneuse principale de l'association Suomen Purjehdus ja Veneily ry de 2013 à 2015.

## Carrière politique
Elle est élue au conseil municipal de Vantaa lors des élections municipales finlandaises de 2012 sur la liste du parti de la Coalition nationale et est présidente du conseil municipal de Vantaa dans les années 2017-2023,,.
Elle est élue députée du parlement de Finlande lors des élections législatives finlandaises de 2015 dans la circonscription d'Uusimaa avec 6 118 voix.
Lors des élections législatives finlandaises de 2019, Sari Multala a obtenu 7 724 voix et a été ŕéélu pour un nouveau mandat.
Elle est ministre de la Science et de la Culture du gouvernement Orpo du 20 juin 2023 à janvier 2025.
Elle devient ministre de l'Environnement en janvier 2025.

## Carrière sportive
Sari Multala participe aux épreuves de voile aux Jeux olympiques d'été de 2000, 2004 et 2012, et est sacrée championne du monde de voile 2009 et en championne du monde de voile 2010 en Laser radial. Elle est également vice-championne du monde en Laser radial en 2007 et en Europe en 2003.